# Gare de Liedekerke
Pour les articles homonymes, voir Liedekerke (homonymie).
La gare de Liedekerke (station Liedekerke en néerlandais) est une gare ferroviaire de la ligne 50 de Bruxelles à Gand située sur le territoire de la commune de Liedekerke, province du Brabant flamand en région flamande entre Liedekerke et Teralfene.
Elle est mise en service en 1889. C'est une gare de la Société nationale des chemins de fer belges (SNCB) desservie par des trains : InterCity (IC), Suburbains (S) et Heure de pointe (P).

## Situation ferroviaire
Établie à 11 m d'altitude, la gare de Liedekerke est située au point kilométrique (PK) 21,90 de la ligne 50 de Bruxelles à Gand, entre les gares d'Essene-Lombeek et de Denderleeuw.

## Histoire
La station de Liedekerke est mise en service le 1er octobre 1889 sur la ligne de Bruxelles à Gand.
En 1895,, une halte de plan type 1893 y a été construite, auparavant c’était une simple halte dépourvue de constructions. 
Cette gare possédait une aile de six travées à droite (dont deux dévolues aux colis et bagages et le reste utilisé comme salle d’attente), un corps central de deux étages au centre servant de guichet et de logement pour le chef de gare et une aile de service en L à gauche. 
En 1907, elle fut transformée avec une reconstruction de l’aile servant de salle d’attente. Cette aile fut agrandie en la rendant plus profonde, une toiture à croupes et un pan-coupé dans l’angle côté rue. 
Les travaux de construction de la Ligne 50A et de son embranchement vers Denderleeuw ont amené à un quadruplement des voies et à leur surélévation. Le bâtiment au niveau de la chaussée a été conservé et se trouva désormais au pied du remblai. À une date inconnue, le logement du chef de gare et l’aile de service furent démolies, ne laissant que la salle d’attente.
Jusqu'en 1982, son nom était Liedekerke-Teralfene. Elle fut alors renommée pour prendre uniquement le nom de Liedekerke.
Entre 2013 et 2016, le site a été complètement réaménagé avec :
- la destruction des restes de la gare en 2014 ;
- la construction d’un tunnel routier plus large là où se trouvait bâtiment de 1895 ;
- une déviation de la route qui croise désormais les voies à angle droit ;
- l’installation d’un tunnel pour les piétons et cyclistes là ou passait l’ancien tunnel ;
- la construction de quais surélevés et d’un nouveau bâtiment disposé de l’autre côté des voies (côté Liedekerke).

En 2016, le nouveau tunnel était terminé tandis que le nouveau bâtiment était en cours de construction.  

## Service des voyageurs

### Accueil
Gare SNCB, elle dispose d'un bâtiment voyageurs, avec guichet, ouvert tous les jours. Elle est équipée d'automates pour l'achat de titres de transport

### Desserte
Liedekerke est desservie toutes les heures par des trains InterCity, Suburbains (S) et par des trains d'Heure de pointe (P), de la SNCB,.
En semaine, la desserte comprend
- des trains IC entre Gand-Saint-Pierre et Tongres ou Hasselt
- des trains IC entre Gand-Saint-Pierre et Landen
- des trains S4 entre Vilvorde ou Bruxelles-Luxembourg et Alost
- des trains S10 entre Bruxelles-Midi et Alost
- deux paires de trains S10 supplémentaires (le matin vers Bruxelles-Midi et l’après-midi vers Alost)
- deux trains S3 entre Zottegem et Schaerbeek (le matin) et un entre Schaerbeek et Zottegem (l’après-midi)
- trois paires de trains P entre Gand-Saint-Pierre et Schaerbeek (le matin, retour l’après-midi)
- un train P entre Courtrai (le matin) et trois entre Schaerbeek et Courtrai (l’après-midi)

Les weekends, Liedekerke est desservie par
- des trains IC entre Gand-Saint-Pierre et Lokeren
- des trains IC entre La Panne ou Gand-Saint-Pierre et Landen
- des trains S10 entre Bruxelles-Midi et Alost

### Intermodalité
Un parc pour les vélos et un parking pour les véhicules y sont aménagés. Des bus desservent la gare.

## Comptage voyageurs
Ce graphique et tableau montre le nombre de voyageurs embarquant en moyenne durant la semaine, le samedi et le dimanche.
| Nombre de passagers qui embarquent à la gare de Liedekerke | Nombre de passagers qui embarquent à la gare de Liedekerke | Nombre de passagers qui embarquent à la gare de Liedekerke | Nombre de passagers qui embarquent à la gare de Liedekerke |
|                                                            | Semaine                                                    | Samedi                                                     | Dimanche                                                   |
| ---------------------------------------------------------- | ---------------------------------------------------------- | ---------------------------------------------------------- | ---------------------------------------------------------- |
| 1977                                                       | 2 186                                                      | 369                                                        | 131                                                        |
| 1978                                                       | 2 463                                                      | 344                                                        | 172                                                        |
| 1979                                                       | 2 473                                                      | 301                                                        | 146                                                        |
| 1980                                                       | 2 643                                                      | 315                                                        | 129                                                        |
| 1981                                                       | 2 287                                                      | 304                                                        | 145                                                        |
| 1982                                                       | 2 320                                                      | 292                                                        | 117                                                        |
| 1983                                                       | 2 289                                                      | 224                                                        | 117                                                        |
| 1984                                                       | 1 964                                                      | 228                                                        | 120                                                        |
| 1985                                                       | 2 102                                                      | 236                                                        | 166                                                        |
| 1986                                                       | 1 940                                                      | 227                                                        | 143                                                        |
| 1987                                                       | 2 059                                                      | 197                                                        | 173                                                        |
| 1988                                                       | 2 027                                                      | 241                                                        | 149                                                        |
| 1989                                                       | 2 005                                                      | 288                                                        | 178                                                        |
| 1990                                                       | 1 884                                                      | 238                                                        | 119                                                        |
| 1991                                                       | 1 599                                                      | 177                                                        | 133                                                        |
| 1992                                                       | 1 758                                                      | 198                                                        | 127                                                        |
| 1993                                                       | 1 604                                                      | 148                                                        | 101                                                        |
| 1994                                                       | 1 964                                                      | 166                                                        | 71                                                         |
| 1995                                                       | 2 028                                                      | 194                                                        | 88                                                         |
| 1996                                                       | 2 063                                                      | 159                                                        | 87                                                         |
| 1997                                                       | 1 823                                                      | 51                                                         | 44                                                         |
| 1998                                                       | 2 038                                                      | 270                                                        | 152                                                        |
| 1999                                                       | 1 879                                                      | 278                                                        | 156                                                        |
| 2000                                                       | 2 164                                                      | 323                                                        | 192                                                        |
| 2001                                                       | 2 266                                                      | 336                                                        | 197                                                        |
| 2002                                                       | 2 253                                                      | 326                                                        | 270                                                        |
| 2003                                                       | 2 191                                                      | 368                                                        | 266                                                        |
| 2004                                                       | 2 283                                                      | 364                                                        | 290                                                        |
| 2005                                                       | 2 370                                                      | 366                                                        | 316                                                        |
| 2006                                                       | 2 204                                                      | 438                                                        | 364                                                        |
| 2007                                                       | 2 343                                                      | 476                                                        | 443                                                        |
| 2008                                                       | -                                                          | -                                                          | -                                                          |
| 2009                                                       | 2 230                                                      | 449                                                        | 547                                                        |
| 2010                                                       | -                                                          | -                                                          | -                                                          |
| 2011                                                       | -                                                          | -                                                          | -                                                          |
| 2012                                                       | 2 412                                                      | 581                                                        | 554                                                        |
| 2013                                                       | 2 082                                                      | 436                                                        | 390                                                        |
| 2014                                                       | 2 355                                                      | 562                                                        | 526                                                        |
| 2015                                                       | 2 169                                                      | 480                                                        | 436                                                        |
| 2016                                                       | 2 095                                                      | 559                                                        | 686                                                        |
| 2017                                                       | 1 888                                                      | 623                                                        | 484                                                        |
| 2018                                                       | 1 979                                                      | 780                                                        | 594                                                        |
| 2019                                                       | 2 143                                                      | 727                                                        | 679                                                        |
| 2020                                                       | 1 216                                                      | 606                                                        | 523                                                        |
| 2021                                                       | -                                                          | -                                                          | -                                                          |
| 2022                                                       | 2 274                                                      | 920                                                        | 947                                                        |
| 2023                                                       | 2 053                                                      | 1 153                                                      | 1 035                                                      |
| 2024                                                       | 2 350                                                      | 1 453                                                      | 1 327                                                      |

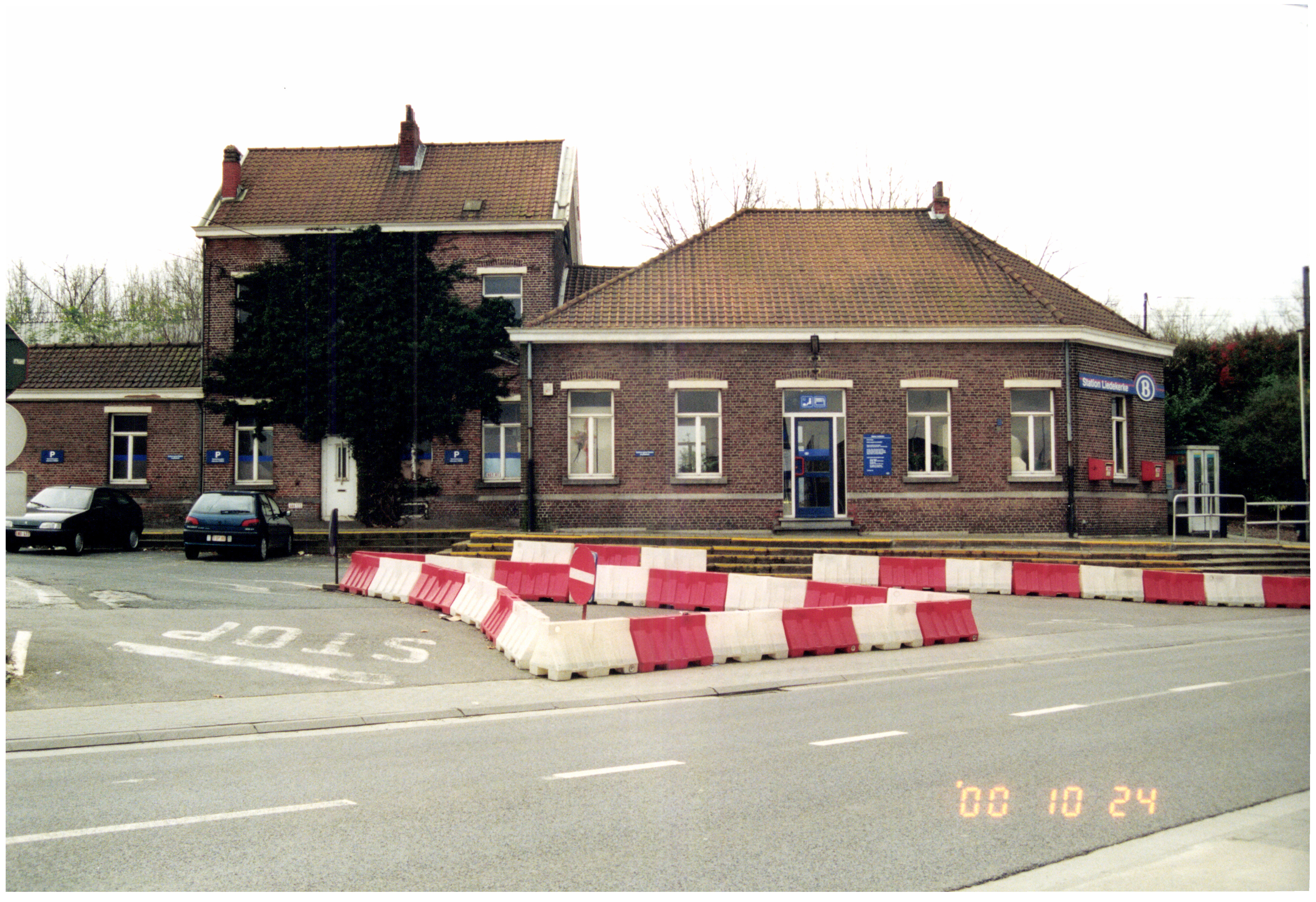
Ancien bâtiment de la gare (démoli).
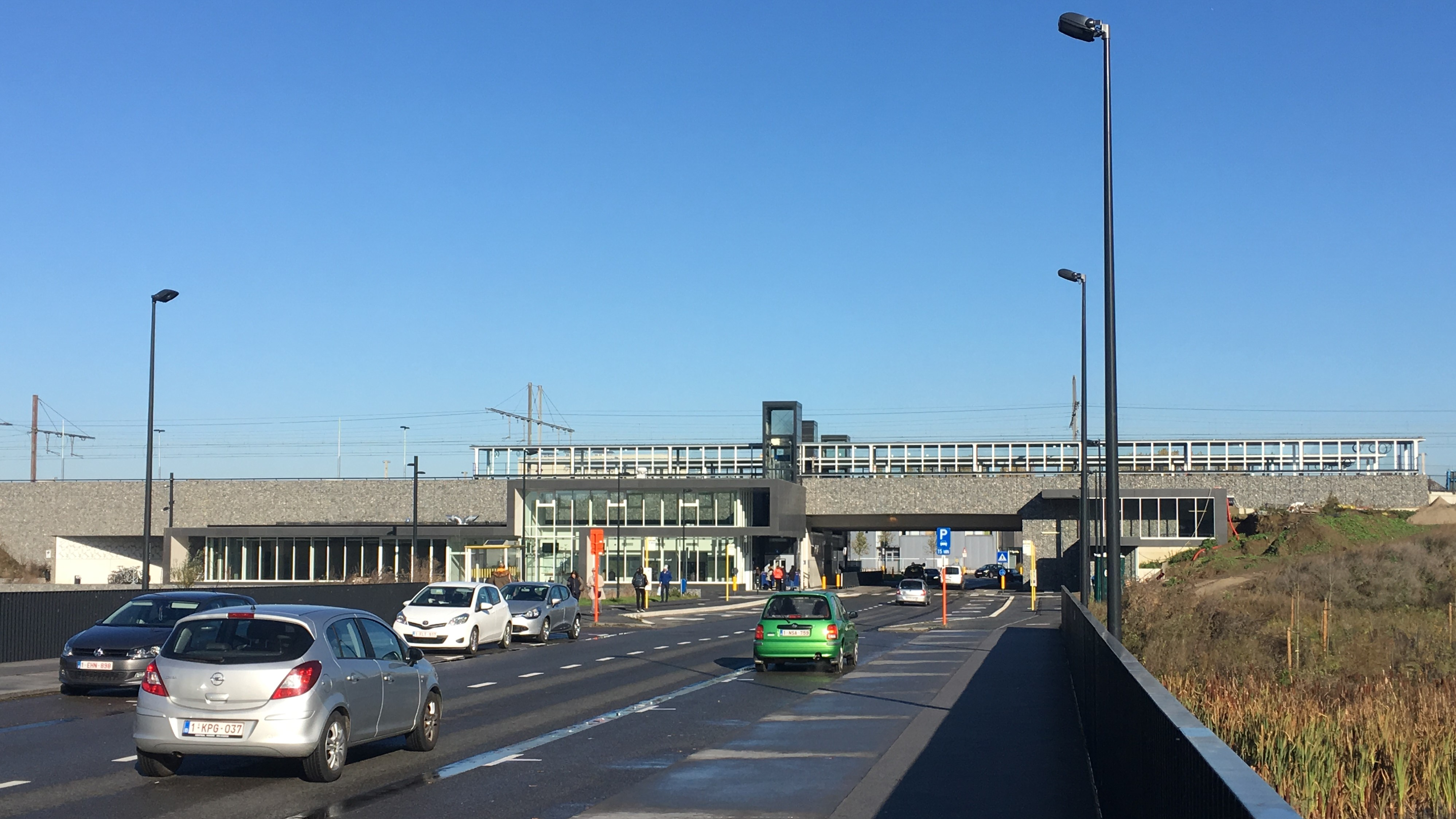
Nouvelle gare.
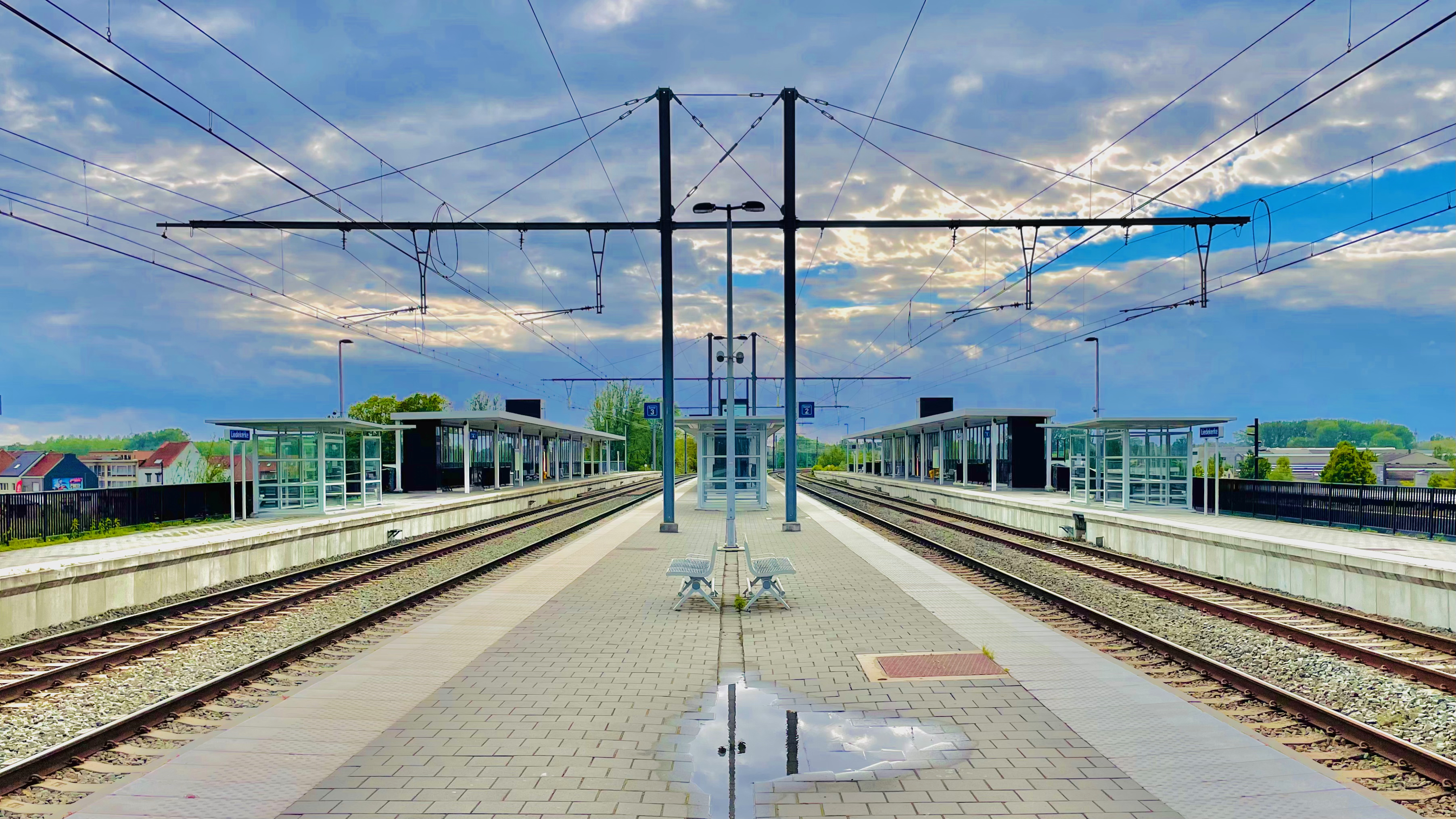
Quai central.